# نوک‌بزرگ زرین‌بال عربی
نوک‌بزرگ زرین‌بال عربی یا نوک‌بزرگ عربی (نام علمی: Rhynchostruthus percivali) یک سهره است که در عربستان سعودی، عمان و یمن یافت می‌شود. توسط برخی مقامات به عنوان یک زیرگونه در R. socotranus گنجانده شده‌است، اما در زمان‌های اخیر سه جمعیت نوک‌بزرگ زرین‌بال معمولاً گونه‌های متمایز در نظر گرفته می‌شوند.